# Игровое расстройство
Игрово́е расстро́йство (англ. gaming disorder) — модель игрового поведения, отличающаяся нарушением контроля за игрой, уделением игре всё большего внимания по сравнению с другими видами деятельности до такой степени, что ей отдаётся предпочтение перед другими интересами и повседневными занятиями, а также продолжением или интенсификацией игровой деятельности несмотря на появление нежелательных последствий.
Игровое расстройство является попыткой формализации зависимости от компьютерных игр со стороны Всемирной организации здравоохранения (ВОЗ), которая в июне 2018 года включила игровое расстройство в 11-й перечень международной классификации болезней (МКБ-11), переход на который начался с 1 января 2022 года. Выделяются две основные формы расстройства: преимущественно онлайн и преимущественно оффлайн. Распространённость проблемного использования сетевых компьютерных игр у российских подростков составляет 10,4 %. Для скрининговой оценки в клинических и научных целях может использоваться Опросник оценки зависимости от компьютерных игр у подростков (русскоязычная версия Game Addiction Scale for Adolescents). 

## История

### Предпосылки
Так как за компьютерными играми множество людей проводят много времени, данному аспекту начали уделять внимание сообщества и исследователи, которые связывали данную проблему с неблагополучием детей, сложностями социальной интеграции и проблемами с учёбой. На это мнение влияют стереотипы об играющих как о плохо развитых физически, социально отчуждённых и с проблемами в учёбе и на работе личностей, несмотря на имеющиеся свидетельства того, что такие стереотипы не верны. В 2010-х годах начали появляться частные клиники, предлагающие услуги по лечению зависимости от компьютерных игр. В то же время, исследования показывают, что большинство играющих не испытывает проблем баланса в жизни, а заядлые игроки имеют проблемы, которые напрямую не связаны с компьютерными играми. Соответственно, на академическом уровне началась дискуссия о том, при каких обстоятельствах можно рассматривать зависимость от компьютерных игр как расстройство.
Некоторые страны стали рассматривать явление как серьёзную проблему. Так, в Южной Корее проявление проблемы привело к введению закона, который запрещает детям до 16 лет играть в интернет-игры с полуночи до шести часов утра. В Японии играющий получает уведомление, если он потратил на игры некоторое количество часов за месяц. В Китае у крупного интернет-провайдера Tencent введено ограничение по времени, которое дети могут провести за наиболее популярными играми.
В 2013 году Американская психиатрическая ассоциация начала рассматривать вопросы зависимости от Интернета (не только игровой), но впоследствии в DSM-5 была включена категория «интернет-игровое расстройство» (англ. internet gaming disorder) для дальнейшего изучения.

### Разработка и включение в МКБ-11
В конце 2016 года ВОЗ начала запускать первые проекты по понятиям «игровое расстройство» (англ. gaming disorder) и «опасные игры» (англ. hazardous gaming), но вскоре было принято решение об их объединении.
Разработка документа МКБ-11 шла около 10 лет, а предыдущая МКБ-10 была принята в 1990 году. Опубликованный проект МКБ-11 планируется представить на утверждение ассамблеи в мае 2019 года, а введение в силу намечено на 1 января 2022 года. Решение о включении игрового расстройства в МКБ-11 базируется на анализе имеющихся фактических данных, выполненном экспертами разных научных дисциплин и географических регионов, которые провели технические консультации, организованные ВОЗ в рамках подготовки МКБ-11. Ещё одним основанием для включения игрового расстройства в МКБ-11 стал факт того, что во многих странах мира уже разработаны программы лечения людей с нарушениями здоровья, идентичными тем, которые характерны для игрового расстройства. Как следствие, по заявлению ВОЗ, организация способствует тому, чтобы учитывался риск развития этого расстройства и работники здравоохранения уделяли этому внимание и предпринимали меры профилактики и лечения.

## Определение
Согласно определению ВОЗ, игровое расстройство может быть как при одиночных играх, так и при онлайн (через Интернет) и характеризуется следующими признаками:
- тахикардия, признаки обезвоживания, спутанность сознания, судороги;
- потеря контроля над участием в игре — например, началом и завершением игры, частотой и интенсивностью игры, её продолжительностью, контекстом;
- приоритет отдаётся играм в ущерб другим интересам и повседневной деятельности;
- продолжение или расширение игры, несмотря на появление негативных последствий;
- стресс во время игры может спровоцировать эпилептический приступ.

Диагноз игрового расстройства ставится в ситуации значительного ухудшения положения больного в важных областях жизни: личной, семейной, социальной, образовательной, профессиональной или других. Характер игрового поведения может быть непрерывным, эпизодическим или повторяющимся. Для постановки диагноза описанное поведение в играх должно проявляться в течение не менее 12 месяцев, но этот срок может быть меньшим, если диагностические требования соблюдены, а симптомы серьёзны.

## Критика
Во время объединения понятий «игровое расстройство» и «опасные игры» два сотрудника ВОЗ, Владимир Позняк и Джеффри Рид, признали, что во время принятия решения на команду ВОЗ оказывалось политическое давление. Данное давление, в частности, оказалось особенно сильным со стороны азиатских стран. Впрочем, это не значит, что ВОЗ не руководствовалась научными данными при принятии решения о включении нового диагноза — возможно, на ВОЗ оказали влияние как политические, так и научные факторы.
Исследователи отмечают, что определение, данное ВОЗ, весьма расплывчато и менее определено, нежели, например, «интернет-игровое расстройство» в DSM-5. Так, указанные симптомы неясны для их определения на практике. К тому же определение не позволяет отличить проблематичное времяпровождение за игрой от остального, например игры для ухода от депрессии. Помимо этого, несмотря на то, что указан временной критерий (12 месяцев), ссылка на то, что этот срок может быть сокращён при «серьёзных» признаках, приводит врачей и исследователей к субъективной трактовке, например, в интерпретации привычек пациента, его встревоженности и т. п.

## Влияние
Включение расстройства в МКБ является фактором, который страны принимают во внимание при планировании стратегий в области общественного здравоохранения и при отслеживании тенденций, касающихся расстройств. Как следствие, это создаёт основу для выявления тенденций и статистики в области здравоохранения на глобальном уровне, задаёт международный стандарт для регистрации болезней и нарушений здоровья, а также используется как практикующими врачами, так и исследователями.
Из положительных аспектов формализации отмечается, что игровое расстройство имеет ряд преимуществ, если его рассматривать как предварительный клинический диагноз. Например, он может использоваться как эталон для эффективного лечения, и на его основе могут быть разработаны более совершенные методы. Наличие общего определения предоставит общий базис для диагностики и согласует идущие в научном сообществе дискуссии. Диагноз может использоваться страховыми компаниями для предоставления их услуг.